# Littiäisjärvi
Littiäisjärvi är en sjö i Övertorneå kommun i Norrbotten och ingår i Keräsjokis huvudavrinningsområde. Sjön har en area på 0,582 kvadratkilometer och ligger 87 meter över havet. Sjön avvattnas av vattendraget Keräsjoki (Littiäsjoki).

## Delavrinningsområde
Littiäisjärvi ingår i det delavrinningsområde (736764-184664) som SMHI kallar för Utloppet av Littiäisjärvi. Medelhöjden är 128 meter över havet och ytan är 18,64 kvadratkilometer. Det finns inga avrinningsområden uppströms utan avrinningsområdet är högsta punkten. Avrinningsområdets utflöde Keräsjoki (Littiäsjoki) mynnar i havet. Avrinningsområdet består mestadels av skog (81 procent). Avrinningsområdet har 0,58 kvadratkilometer vattenytor vilket ger det en sjöprocent på 3,1 procent.